# Wimmis
Wimmis és un municipi del cantó de Berna (Suïssa), cap de l'antic districte de Niedersimmental i a l'actual Districte administratiu de Frutigen-Niedersimmental.